# Jerry Maguire
Jerry Maguire – amerykański komediodramat romantyczno-sportowy z 1996 w reżyserii i według scenariusza Camerona Crowe’a.

## Fabuła
Agent Jerry Maguire dzięki swojej bezwzględności jest skutecznym i cenionym pracownikiem firmy przeprowadzającej transfery zawodników. Po kilku latach zauważa, iż zaczynają dręczyć go wyrzuty sumienia. Postanawia odciąć się od zakłamania i zachłanności ludzi z branży rozsyłając do współpracowników manifest krytykujący takie praktyki. W efekcie traci pracę oraz przyjaciół. Jedyną osobą, która staje po jego stronie, jest księgowa Dorothy.

## Obsada
- Tom Cruise – Jerry Maguire
- Cuba Gooding Jr. – Rod Tidwell
- Renée Zellweger – Dorothy Boyd
- Jerry O’Connell – Frank Cushman
- Jay Mohr – Bob Sugar
- Regina King – Marcee Tidwell
- Bonnie Hunt – Laurel Boyd
- Jonathan Lipnicki – Ray Boyd
- Todd Louiso – Chad
- Mark Pellington – Bill Dooler
- Jeremy Suarez – Tyson Tidwell
- Jared Jussim – Dicky Fox
- Benjamin Kimball Smith – Keith Cushman
- Glenn Frey – Dennis Wilburn

## Opinie
Serwis Prime Movies wskazał rolę Toma Cruise’a w filmie jako jedną z pięciu najlepszych w jego karierze aktorskiej.

## Nagrody i nominacje
Oscary 1997
- Najlepszy aktor drugoplanowy – Cuba Gooding Jr.
- Najlepszy film - James L. Brooks, Laurence Mark, Richard Sakai, Cameron Crowe (nominacja)
- Najlepszy scenariusz oryginalny - Cameron Crowe (nominacja)
- Najlepszy montaż - Joe Hutshing (nominacja)
- Najlepszy aktor - Tom Cruise (nominacja)